# Heinrich Schulz-Beuthen
Heinrich Schulz-Beuthen (ur. 19 czerwca 1838 w Bytomiu, zm. 12 marca 1915 w Dreźnie) – niemiecki kompozytor, pedagog i krytyk muzyczny.

## Życiorys
Urodził się w Bytomiu (niem. Beuthen) jako Heinrich Schulz (na chrzcie nadano mu imiona Viktor Heinrich Donatien Wilhelm), a od 1864 roku dołączał do nazwiska niemiecką nazwę rodzinnego miasta. Był synem farmaceuty i wnukiem założyciela pierwszej bytomskiej apteki i burmistrza miasta. Po ukończeniu gimnazjum odbył roczną praktykę w laboratorium chemicznym w Królewskiej Hucie (Königshütte, dziś Chorzów). W 1858 rozpoczął studia chemiczne, filozoficzne i literackie na Uniwersytecie Wrocławskim, ale przeniósł się do Lipska, aby studiować w tamtejszym konserwatorium. Studia ukończył w październiku 1864. Latem 1866 przeniósł się do Zurychu, gdzie między innymi pisywał regularnie krytyki muzyczne dla „Neue Zürcher Zeitung”, a także sporo komponował i prowadził działalność pedagogiczną. W latach 1880–1893 mieszkał w Dreźnie, później przez dwa lata w Wiedniu, by w 1895 powrócić do Drezna. Otrzymał tam posadę nauczyciela, a później profesora konserwatorium. Pod koniec życia został umieszczony w zakładzie dla nerwowo chorych.

## Dzieła
Heinricha Schulz-Beuthena zalicza się do grupy kompozytorów znanej jako szkoła nowoniemiecka, pozostającej w kręgu oddziaływania Liszta i Wagnera. Schulz-Beuthen był dość płodnym twórcą, lista jego kompozycji obejmuje 132 dzieła, z których wiele nie ukazało się dotąd drukiem, a część zaginęła. Skomponował m.in. osiem symfonii, a za jego największy utwór uważa się symfonię C-dur z 1868 roku zatytułowaną Król Lir (König Lear). Spod pióra Schulza-Beuthena wyszło siedem poematów symfonicznych. Dziełem kompozytora jest też wiele utworów wokalno-instrumentalnych, m.in. trzy opery, śpiewogry, oratorium, psalmy i pieśni z towarzyszeniem fortepianu. Źródłem inspiracji był dla kompozytora m.in. folklor muzyczny Ameryki Północnej, skomponował takie utwory, jak Indiański taniec wojenny (Indianischer Kriegertanz, 1875), Indiański taniec żniwny (Indianischer Korntanz, 1876) czy suitę Pieśni i tańce murzyńskie (Neger-Lieder und Tänze, 1880), zadedykowane zaprzyjaźnionemu z nim konsulowi amerykańskiemu w Zurychu Samuelowi H.M. Byersowi.

## Dyskografia
- Heinrich Schulz-Beuthen, Symphony No. 5, „Reformation Hymn” and other works, STERLING CDS-1049-2 (płyta z serii „Niemieccy romantycy”)
- Piano Music by Heinrich Schulz-Beuthen – Kirsten Johnson, piano, ID: GMCD7277, Recorded: St George’s Bristol, 6 & 7 August 2003
- Goetz, Schulz-Beuthen: Piano Music – Kirsten Johnson, ID: GMCD7282